# 2회 진로배 세계바둑최강전
2회 진로배 세계바둑최강전은 대한민국, 중국, 일본의 한국이 우승으로 2연패를 달성했다.

## 대회 일정
| 구분             | 일정                               | 장소                     |
| ---------------- | ---------------------------------- | ------------------------ |
| 개막식           |                                    | 서울 힐튼호텔 국화룸     |
| 1차전            | 1993년 12월 7일 ~ 1992년 12월 13일 | 서울 힐튼호텔 국화룸     |
| 2차전            | 1994년 1월 12일 ~ 1994년 1월 17일  | 중국 베이징 켐핀스키호텔 |
| 3차전            | 1994년 2월 22일 ~ 1994년 2월 23일  | 서울 힐튼호텔 국화룸     |
| 시상식 및 폐막식 |                                    | 서울 힐튼호텔 국화룸     |

## 출전 기사 명단
- 일본: 야마히로 히로시, 이시다 요시오, 요다 노리모토, 고마스 히데키, 다케미야 마사키
- 대한민국: 서봉수 九단, 정수현 七단, 유창혁 六단, 조훈현 九단, 이창호 六단
- 중국: 차오 다위안, 위빈, 마샤오춘, 류사오광, 녜웨이핑

## 대국 결과
| 대국 | 연도   | 대국일자  | 차전  | 대국장소                 | 승자                             | 패자                             | 결과             | 기보                             | 비고                     |
| ---- | ------ | --------- | ----- | ------------------------ | -------------------------------- | -------------------------------- | ---------------- | -------------------------------- | ------------------------ |
| 1    | 1993년 | 12월 7일  | 1차전 | 서울 힐튼호텔 국화룸     | 야마시로 히로시 九단 (일본 5장)  | 차오다위안 九단 (중국 5장)       | 213수 흑 반집승  |                                  |                          |
| 2    | 1993년 | 12월 8일  | 1차전 | 서울 힐튼호텔 국화룸     | 서봉수 九단 (한국 5장)           | 야마시로 히로시 九단 (일본 5장)  | 228수 흑 2집반승 |                                  |                          |
| 3    | 1993년 | 12월 9일  | 1차전 | 서울 힐튼호텔 국화룸     | 서봉수 九단 (한국 5장)           | 위빈 九단 (중국 4장)             | 218수 백 불계승  |                                  |                          |
| 4    | 1993년 | 12월 11일 | 1차전 | 서울 힐튼호텔 국화룸     | 서봉수 九단 (한국 5장)           | 이시다 요시오 九단 (일본 4장)    | 257수 백 4집반승 |                                  |                          |
| 5    | 1993년 | 12월 12일 | 1차전 | 서울 힐튼호텔 국화룸     | 서봉수 九단 (한국 5장)           | 류샤오광 九단 (중국 3장)         | 132수 백 불계승  |                                  | 서봉수 九단 4연승        |
| 6    | 1993년 | 12월 13일 | 1차전 | 서울 힐튼호텔 국화룸     | 요다 노리모토 九단 (일본 3장)    | 서봉수 九단 (한국 5장)           | 321수 백 7집반승 |                                  |                          |
| 7    | 1994년 | 1월 11일  | 2차전 | 중국 베이징 켐핀스키호텔 | 요다 노리모토 九단 (일본 3장)    | 마샤오춘 九단 (중국 2장)         | 255수 흑 불계승  |                                  |                          |
| 8    | 1994년 | 1월 12일  | 2차전 | 중국 베이징 켐핀스키호텔 | 요다 노리모토 九단 (일본 3장)    | 정수현 七단 (한국 4장)           | 271수 백 6집반승 |                                  |                          |
| 9    | 1994년 | 1월 13일  | 2차전 | 중국 베이징 켐핀스키호텔 | 요다 노리모토 九단 (일본 3장)    | 녜웨이핑 九단 (중국 주장)        | 314수 백 반집승  |                                  | 중국 전원 탈락           |
| 10   | 1994년 | 1월 15일  | 2차전 | 중국 베이징 켐핀스키호텔 | 요다 노리모토 九단 (일본 3장)    | 유창혁 六단 (한국 3장)           | 173수 흑 불계승  |                                  | 요다 노리모토 九단 5연승 |
| 11   | 1994년 | 1월 16일  | 2차전 | 중국 베이징 켐핀스키호텔 | 조훈현 九단 (한국 2장)           | 요다 노리모토 九단 (일본 3장)    | 196수 백 반칙승  |                                  |                          |
| 12   | 1994년 | 1월 17일  | 2차전 | 중국 베이징 켐핀스키호텔 | 조훈현 九단 (한국 2장)           | 고마쓰 히데키 八단 (일본 2장)    | 271수 백 7집반승 |                                  | 조훈현 九단 2연승        |
| 13   | 1994년 | 2월 22일  | 3차전 | 서울 힐튼호텔 국화룸     | 다케미야 마사키 九단 (일본 주장) | 조훈현 九단 (한국 2장)           | 269수 백 3집반승 |                                  |                          |
| 14   | 1994년 | 2월 23일  | 3차전 | 서울 힐튼호텔 국화룸     | 이창호 六단 (한국 주장)          | 다케미야 마사키 九단 (일본 주장) | 225수 백 9집반승 | [ 깨진 링크 ( 과거 내용 찾기 ) ] | 한국 우승 2연패!         |

결과: 대한민국 우승 (7승 4패), 일본 준우승 (7승 5패), 중국 3위 (0승 5패, 이 중에서 중국팀은 단 1승을 승리하지 않았음) 